# Eisenbahnunfall von Brétigny-sur-Orge

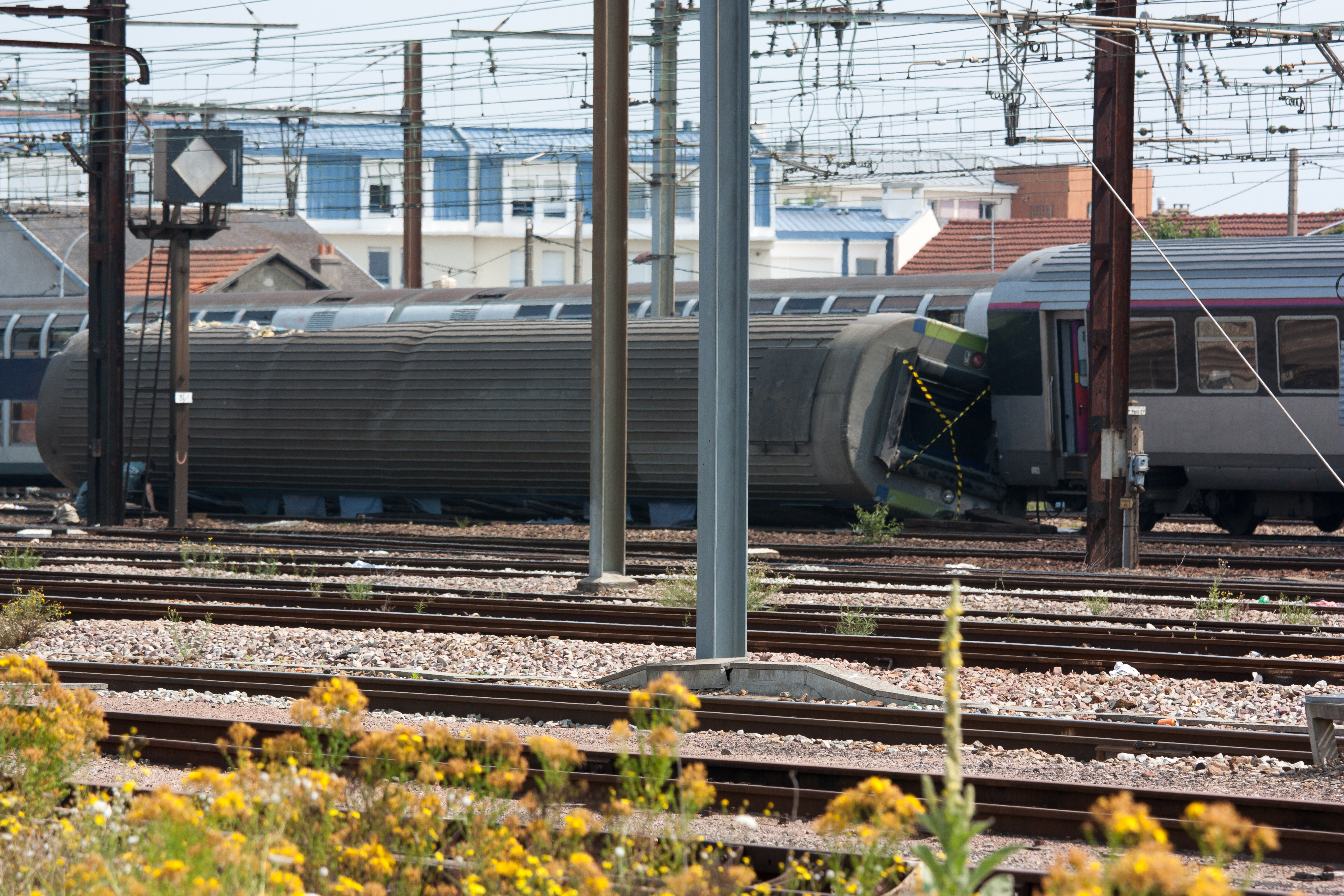
Der entgleiste und umgekippte Wagen Nr. 4

Bei dem Eisenbahnunfall von Brétigny-sur-Orge entgleiste am 12. Juli 2013 gegen 17:14 Uhr im Bahnhof von Brétigny-sur-Orge der Intercités 3657, sieben Menschen starben. Dies war der schwerste Eisenbahnunfall in Frankreich seit dem Eisenbahnunfall von Nancy im Jahr 2002.

## Ausgangslage
Um 16:53 Uhr verließ der Intercités 3657 den Bahnhof Paris Austerlitz auf der Fahrt zum Bahnhof Limoges-Bénédictins, wo er fahrplanmäßig um 19:54 Uhr hätte eintreffen sollen. Der Zug bestand aus einer elektrischen Lokomotive der Baureihe BB 26000 und sieben Corail-Wagen, in denen 385 Fahrgäste reisten. Der Zug war auf der in diesem Abschnitt viergleisigen Bahnstrecke Paris–Bordeaux unterwegs. Gegen 17:14 Uhr passierte er mit 137 km/h den Bahnhof Brétigny-sur-Orge auf Gleis 1, zulässig waren 150 km/h.
In einer Weiche, 200 m nördlich des Bahnhofs, hatte sich eine Flachlasche gelockert, die zwei Schienenstücke miteinander verbinden sollte.

## Unfallhergang

Skizze des Unfallhergangs

Als der Zug über die Weiche fuhr, löste sich die Lasche, die Schienenstücke verschoben sich unter der Belastung des Zuges gegeneinander und die drei hinteren (#5 bis 7) Wagen entgleisten. Dabei brach die Schraubenkupplung zwischen dem vierten und fünften Wagen. Der fünfte und sechste Wagen rutschten teilweise über den Bahnsteig. Nach dem Unfall befand sich der fünfte Wagen auf Gleis 3 und der sechste lag quer auf dem Bahnsteig. Auch der vierte Wagen war entgleist.
Der Lokomotivführer des Unfallzuges löste sofort Alarm aus, wodurch die gesamte Strecke, auch das Gegengleis, automatisch gesperrt wurde. Dadurch verhinderte er, dass ein Gegenzug, der sich in der Anfahrt auf den Bahnhof befand, in die entgleisten Wagen fuhr.

## Folgen
Sieben Menschen (drei Reisende des Unglückszuges und weitere vier wartende Reisende auf dem Bahnsteig) starben und zwölf weitere wurden schwer verletzt.
Die Staatsanwaltschaft Évry eröffnete am 24. Juli 2013 ein Ermittlungsverfahren wegen Totschlags und fahrlässiger Körperverletzung.
Dass sich die Lasche gelöst hat, beruhte auf Wartungsmängeln. Ein Expertenbericht kam zu dem Schluss, dass die Weiche sich in einem „Zustand des beispiellosen Zerfalls“ befand. Das sei der SNCF auch seit langem bekannt gewesen, ohne dass etwas unternommen wurde. Die staatliche Infrastrukturbehörde Réseau Ferré de France (RFF) dementierte das, ordnete gleichwohl eine Untersuchung aller baugleichen 5000 Weichen im französischen Schienennetz an.
Eintreffende Rettungskräfte wurden von einer Gruppe Jugendlicher mit Steinen beworfen. Polizisten versuchten die Jugendlichen zu vertreiben. Daraufhin wurde die Polizei ihrerseits mit Steinen attackiert und war gezwungen, Verstärkung anzufordern. Zudem solle es zu Plündereien an Toten und Verletzten durch Jugendliche gekommen sein. Der tatsächliche Hergang dieses Zwischenfalls, speziell der Umfang der Plünderungen, wird bestritten. Die Boulevardpresse hätte ihn übertrieben dargestellt, bevor die meisten Medien alles vorsichtlos abschrieben.
Am 25. April 2022 begann in Évry der Prozess, bei dem die SNCF, die SNCF Réseau und ein leitender Manager wegen fahrlässiger Tötung und fahrlässiger Körperverletzung angeklagt waren. Am 26. Oktober 2022 sprach das Gericht die SNCF wegen fahrlässiger Tötung und Körperverletzung schuldig und verurteilte sie zu einer Geldstrafe in Höhe von 300 000 Euro. Die SNCF Réseau und der Manager wurden freigesprochen. Die SNCF verzichtete auf eine Berufung.